# 褒忠鄉
褒忠鄉，舊稱「埔姜崙」，位於臺灣雲林縣中西部，地形上屬於濁水溪沖積平原的一部份。全境面積約為37平方公里，人口約1.2萬人，是雲林縣面積最小、人口最少的行政區。日治時期因有馬光農場、龍巖農場、同安農場的設置，其中龍巖農場境內也設有龍巖糖廠，提供了大量的就業機會。而在二戰後隨著糖業的沒落與農場工作機械化的發展，加上全鄉多為農場的用地，工作機會減少而發展速度減緩。經濟產業主要為農業，並有稻米、甘薯、蔬菜、西瓜、甘蔗、花生、玉米、大蒜、蘆筍等主要農產品。

## 歷史
1624年，臺灣荷蘭統治時期，今褒忠鄉屬於Favorlang的活動區域。1637年，虎尾壠社在Favorlang溪（舊虎尾溪）。1685年，諸羅縣布嶼稟社布嶼稟渡屬半線庄，在吼尾溪（虎尾溪）。1723年，彰化縣布嶼稟保布嶼稟大庄成立。1724年，《臺灣大租調查書》記載，薄昇燦申請墾照，開發布嶼稟保。因附近沙崙遍生埔姜樹，又名埔姜崙。
「褒忠」名稱的由來，始於1786年（乾隆五十一年），林爽文和黨徒侵擾褒忠的村莊時，張源懃與張明義兄弟召集鄉勇抵抗匪徒；盜賊歷經數月攻打不下，直到清廷派福康安率軍來臺平亂，張氏兄弟率領鄉勇和清軍共同打擊賊匪。事後，清廷封張源懃為通判，張明義為州同，因協防有功於朝廷，並賜莊名為「褒忠」意指「褒獎忠義」。
在1888年（光緒十四年），納入雲林縣。1920年（大正九年），改回「埔姜崙」並裁區設大字，埔姜崙被合併於臺南州虎尾郡土庫庄。1943年，土庫升格為街，是為土庫街。1945年，土庫街改為土庫鎮，轄區不變，隸臺南縣。1946年1月23日，始由土庫鎮劃分一部分，另成立褒忠鄉。

## 舊地名
泰安：以前稱為「六塊寮」，今為馬鳴村泰安路。清乾隆年間，張姓祖先由福建泉州府同安縣渡台，由安平登陸，輾轉至今東勢鄉月眉後，再遷徙至今「六塊寮」。其中分為二大族系由月眉遷之張姓為「清河堂」派系之「潘徑張」，其始祖為張呆。育有六個子女，即張虎、張前、張平番、張本、張珍。六位子女分成六戶，分居六塊地區，搭寮居住，位置就在在今六塊寮西側，俗稱「西平寮」。後來在庄北之「林茱寮」，張氏族人，亦即今清河堂派「惠安張」，其後代為張對、張本、張王齊、張信、張家自、張萬教等族群，因恐林爽文搶劫，而移居六塊寮東側，中隔一池塘，稱為「六塊寮」。日治時代曾擔任保正（村長）的張本源氏於民國六十七、八年間在戶籍整編時，建議戶政事務所將「六塊寮」易名為「泰安」。
潮厝：以前稱為潮洋厝。在清朝雍正二年就有這庄名。在清朝設官治理褒忠地區之官吏，魚肉百姓，欺壓善良。官署中有一位清廉俠義之士，力勸上司，非但不被採納，還派人追殺。這一位名叫「潮洋」的先生，亡命逃難至「潮洋厝庄」，後來被尋獲殺害，壯烈成仁。為紀念這位仗義直言之志士，故庄名定為「潮洋厝庄」。後來簡化為「潮厝」。
王厝寮：今屬潮厝村轄區。據說早年王厝寮分為東西南北等四寮。清光緒十五、十九、日本明治三十一年三次大水災，災情都非常嚴重，尤其是光緒十九年那一次大水災，布嶼西堡六十庄中有八庄變成廢庄，王厝寮庄就是八庄之一，全庄及舊有廟宇均被夷為平地。之後遷回王厝庄定居的只有三十五戶左右。祖先以王姓為主體，故庄名叫做「王厝寮」。
三和：以前叫做三塊寮，今為龍岩村三和路。以前是方姓、曾姓和其他姓氏聚集之地，分別在三個地區居住，相距不遠。又因形成三個大廳房，故稱為三塊寮。戰後村名皆改為兩個字，又因為三族性融和一體，合作無間，並請示神明批示認同後，定名為「三和」。 
田洋：在日治時代位於頂森庄、下森庄、大坪崙庄、甲瑤庄之間，當時已開墾為廣大肥沃的田野。後來甲瑤庄和大坪崙相繼廢庄，庄民移居周圍各庄落腳。以前的頂森庄就是現在頂田洋。下森庄就是現在下田洋，以中新路為界線。
有才：以前稱為溪寮或有才寮或目圳寮。據說以前在林茱寮居住的曾目圳，在廢庄後首先搬到有才寮定居，所以在形成部落以後，稱為目圳寮。曾目圳有兩個兒子有溪、有才，故有人稱該庄為有才寮或溪寮，戰後改稱為有才村。
北興：又稱頂頭寮或北寮。祖先由今東勢鄉月眉庄移居同安農場，再移居到新虎尾溪溪南護岸邊之溪埔聚集定居。戰後改為「北興」。是有材村轄區內北邊的一部聚落，故又稱為北寮。
大廍：是清治時期埔姜崙「得福館」製造蔗糖規模最大的糖廍（廍，臺語音phōo，民間製糖所）所在地。因製糖人員聚集，然後形成部落，所以稱「大廍」。現在行政簡化「大部」，是中民村的範圍。
龍岩：因村庄北側有一大沙崙，名叫大坪崙，蜿蜒數公里，有如傳說中的大龍，因而得名。龍岩糖廠原屬大日本製糖株式會社，社長藤山雷太於1935年把大坪崙改名為「臥龍山」，並立石碑於大坪崙頂。現今石碑放在虎尾糖廠同心公園西南。
太湖：原名後壁湖。先民從福建移居來台。起初定居大坪甲瑤仔，然後搬移至後壁湖結居，當時僅有十多戶，為小部落，以農為生。四周有七座沙崙，稱為七星崙，前面有一片湖泊，後有一座沙崙叫做後壁崙，因此庄名叫做「後壁湖」。1930年建設龍岩糖廠時，將後壁湖改為「新湖」。民國四十年行政區域調整，又將庄名改為「太湖」。現在為埔姜村太湖路。
湖頭厝：最早來此定居者，大都環湖而居，既可灌溉農地，又可蓄養魚群，且大多居於湖泊的北側，乃稱為「湖頭厝」。庄內有三座湖泊，由東而西依序是頭前湖、後壁湖和湖仔。全庄被這些湖泊區隔為三個區域，最東側稱為舊庄，位於頭前湖和後壁湖間，以許姓為主，原居於麥寮外湖寮，戊戌年（明治31年，1898年）水患房舍被沖毀才移居來此；後壁湖南側為中庄仔，以陳姓為主，來自麥寮火燒寮，最西側稱為湖仔，為多姓村。早期由於境內湖泊多，養鴨業興盛，後因水源污染而漸趨式微。目前以養豬及作物種植為主。
新湖村：因取境內「新厝仔」和「湖頭厝」兩個部落的首字，因而稱為「新湖村」。
新厝仔：居民原住在臺西鄉泉州厝，移居來此，因此稱為「新厝仔」。
馬鳴山：原名稱為(馬龍山)，據說在西元1625年，由陳姓始祖「帝老」率領鄉族數戶從大明福建泉州府渡海來台，擇居在此結成村落。當時的馬龍山為一平原地區，樹木蓊蔚，居民以務農為生，民風淳樸，生活也日漸改善，因此居民增至一百多戶。原馬龍山古代住戶疏散，分為頂下馬龍山、菜園后等，合稱馬龍山，是因為菜園后北方有馬鞍崙，下馬龍山有翻龍崙，其間沙坵起伏連接，當時的堪輿家美其名曰「馬龍相會」所以就稱為馬龍山。在日治時代統一劃定行政區時，誤聽為馬鳴山，民國三十四年二次大戰結束後，村民原本有意建請政府正名為「馬龍山」，後考究了「馬鳴」二字，竟與古代佛教發源第六世祖「馬鳴菩薩」同名，認為意義深遠神秘，所以沿用至今。

## 地理

### 地形
褒忠鄉位於雲林縣中西部，東連土庫鎮，南以虎尾溪與元長鄉相界，西鄰東勢鄉，北以新虎尾溪與崙背、麥寮兩鄉相隔。地處嘉南平原北境，東西距4200公尺，南北距8823公尺，多平原，海拔介5至30公尺間，地平。地質屬現代沖積層，多粘板岩、砂質岩之混和沖積土。境內多沙崙，係風積作用所致。

### 氣候
褒忠鄉居亞熱帶季風氣候區，年雨量介1000至1500公厘，夏雨集中，多對流雨、颱風雨。最低溫1月攝氏15.5度，最高溫8月攝氏29.7度。年均溫攝氏23.8度。受冬季季風、海風吹拂，境內多防風林。月平均日照時數195小時，以其長利植栽。:107-111

### 人口
根據雲林縣虎尾戶政事務所及雲林縣政府民政處統計，2024年底褒忠鄉戶數約4.5千戶，人口約1.2萬人，是雲林縣人口最少的行政區，鄉內人口最多與最少的村分別是中民村與田洋村，2024年底兩村人口分別為2,087人與781人。
褒忠鄉屬於傳統農村，人口較為稀少，其歷史人口巔峰在龍巖糖廠仍營運時期，後已沒落。鄉內居民前五大姓分別是陳、張、林、許、曾:119。

## 政治

### 歷任首長
| 任次 | 姓名   | 備註       |
| ---- | ------ | ---------- |
| 1    | 張江海 |            |
| 2    | 羅耀龍 |            |
| 3    | 張江海 |            |
| 4    | 蔡振聲 |            |
| 5    | 蔡振聲 |            |
| 6    | 許新徳 |            |
| 7    | 吳泰雄 |            |
| 8    | 吳泰雄 |            |
| 9    | 蘇錫王 |            |
| 10   | 蘇錫王 |            |
| 11   | 柯清雄 |            |
| 12   | 柯清雄 |            |
| 13   | 吳正忠 |            |
| 14   | 陳進厚 |            |
| 15   | 陳進厚 |            |
| 16   | 張政國 | 停職       |
| 16   | 吳毓源 | 代理       |
| 16   | 張政國 | 復職又停職 |
| 16   | 許忠富 | 代理       |
| 16   | 張政國 | 復職       |
| 17   | 張政國 |            |
| 18   | 陳建名 |            |
| 19   | 陳建名 | 現任       |

### 鄉政組織
褒忠鄉公所是褒忠鄉最高層級的地方行政機關，在中華民國政府架構中為鄉自治的行政機關，同時負責執行縣政府及中央機關委辦事項，褒忠鄉的自治監督機關為雲林縣政府。鄉長由全體鄉民直接選舉產生，任期為四年，可連選連任一次。褒忠鄉公所並置鄉政會議，為鄉政最高決策機構，在鄉長之下，設有5課4室等9個內部單位及2個附屬機關。
褒忠鄉民代表會是褒忠鄉的最高民意機關，代表褒忠鄉全體鄉民立法和監察鄉政。鄉民代表由公民直選選出，任期為四年，可連選連任。褒忠鄉民代表會共有11位鄉民代表，分別為第一選區3席鄉民代表、第二選區4席鄉民代表、第三選區2席鄉民代表、第四選區2席鄉民代表，主席、副主席由11位鄉民代表互選產生。

### 行政區
褒忠鄉的行政區劃轄有有才村、龍岩村、田洋村、潮厝村、新湖村、埔姜村、中民村、中勝村、馬鳴村等9村，共計134鄰。

## 經濟

### 農業
- 以生產甘蔗、稻米、花生、蕃薯、蘆筍、無子西瓜、蒜頭等農作物為大宗

### 新興工業區
- 褒忠產業園區[21] [22]

### 金融機構
- 中華郵政 褒忠郵局
- 褒忠鄉農會

### 生活服務
- 中華電信 褒忠服務中心
- 大同3C 褒忠門市

## 文化

### 教會遺跡
- 龍岩教會位於褒忠北側龍巖下田洋地區，曾為褒忠鄉之基督信仰中心，由虎尾教會分設，至今已有71年歷史。

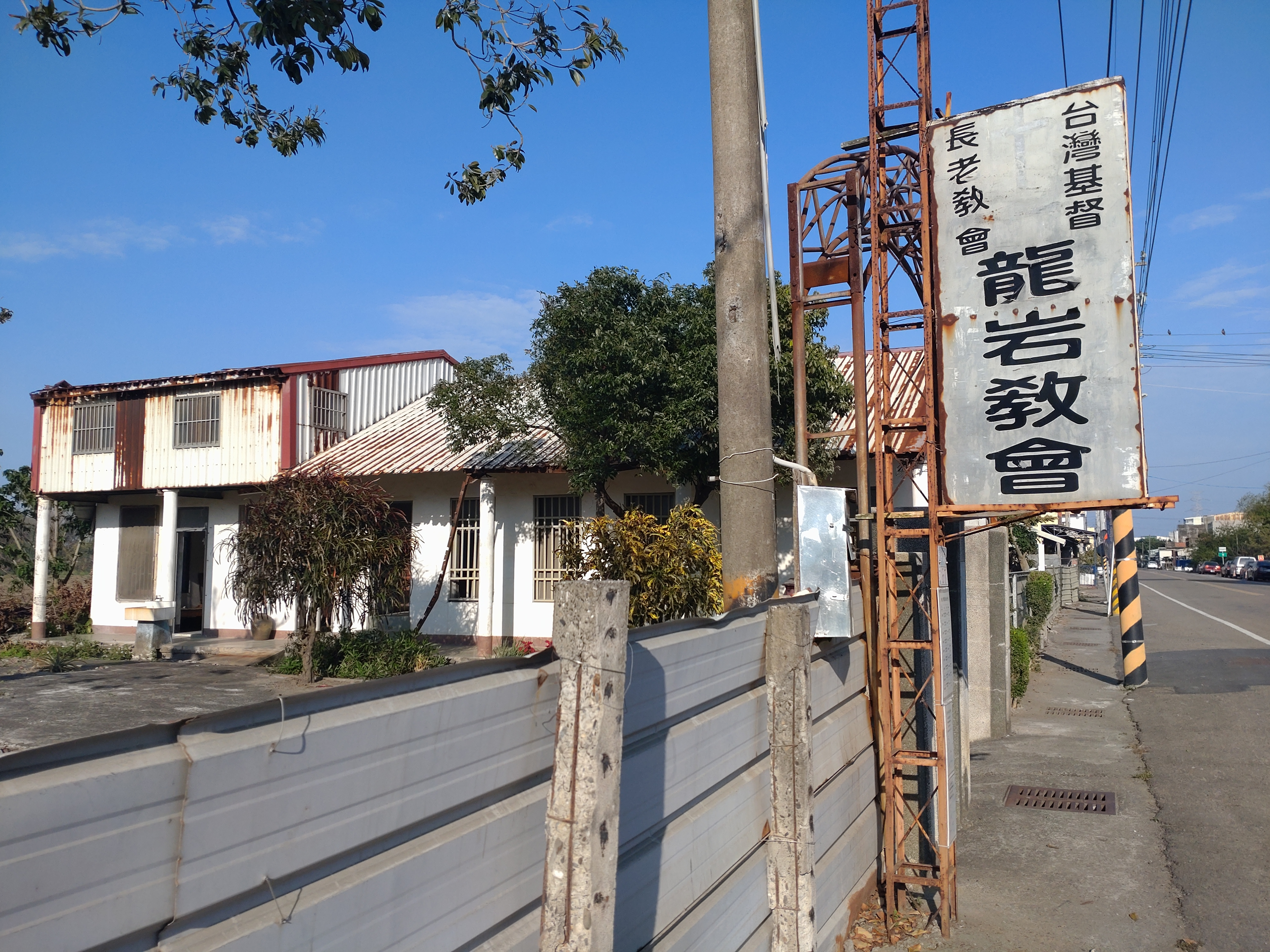
龍岩教會遺跡

### 花鼓陣
大廍花鼓陣 ：花鼓陣，又名花鼓弄或翻鼓陣。大廍花鼓陣是臺灣花鼓陣的發祥地，花鼓原本是傳統宗教陣頭的一種，早期為農閒助興「逗鬧熱」（「逗鬧熱」為臺語發音，意為湊熱鬧）的表演。早年農業時代許多村莊都有花鼓陣，大廍花鼓隊創始於民國五十年代的褒忠花鼓陣，雖是每逢社區重大慶典必然的表演節目，但也隨著時代日益沒落。然而，在地方人士的推動下，再度受到重視，並一度躋身全國文藝季壓軸戲碼，成為地方當紅的民俗文化瑰寶。大廍村的村民便稱自己的村子為大廍花鼓村，可見大廍村民對於花鼓陣的熱愛程度。今已成廟會藝陣。

### 廣播電臺
财团法人中央广播电台在本乡设有分台，以短波发射，短波发射機10部(6部300kW、4部100kW)，目前主要对國際播送财团法人中央广播电台的节目，曾轉播美国加州家庭电台（WYFR）的中文节目。

## 教育

### 國民中學
- 雲林縣立褒忠國民中學

### 國民小學
- 雲林縣褒忠鄉褒忠國民小學
- 雲林縣褒忠鄉復興國民小學
- 雲林縣褒忠鄉潮厝國民小學
- 雲林縣褒忠鄉龍巖國民小學

## 交通

### 台灣糖業鐵路
- 雲林糖鐵觀光列車[23](預計2019年完工)
  - 馬公厝線(虎尾糖廠＝台糖龍岩農場)

### 公路
- 台19線
- 縣道158號：東勢鄉－褒忠鄉－土庫鎮
  - 縣道158甲線：東勢鄉－褒忠鄉－土庫鎮

### 公車資訊
- 嘉義客運
  - 202 元長－高鐵雲林站
- 統聯客運
  - 1635 臺北－虎尾－四湖鄉
- 臺西客運
  - 7107 虎尾－元長－口湖
  - 7108 虎尾－有才寮－崙豐
  - 7109 虎尾－臺西－崙豐
  - 7110 虎尾－褒忠
  - 7111 虎尾－臺西－麥寮
  - 7136 西螺－二崙－北港
  - 9015 臺中車站－北港（與台中客運聯營）
- 台中客運
  - 9015 臺中車站－北港（與臺西客運聯營）

## 旅遊
- 馬鳴山鎮安宮

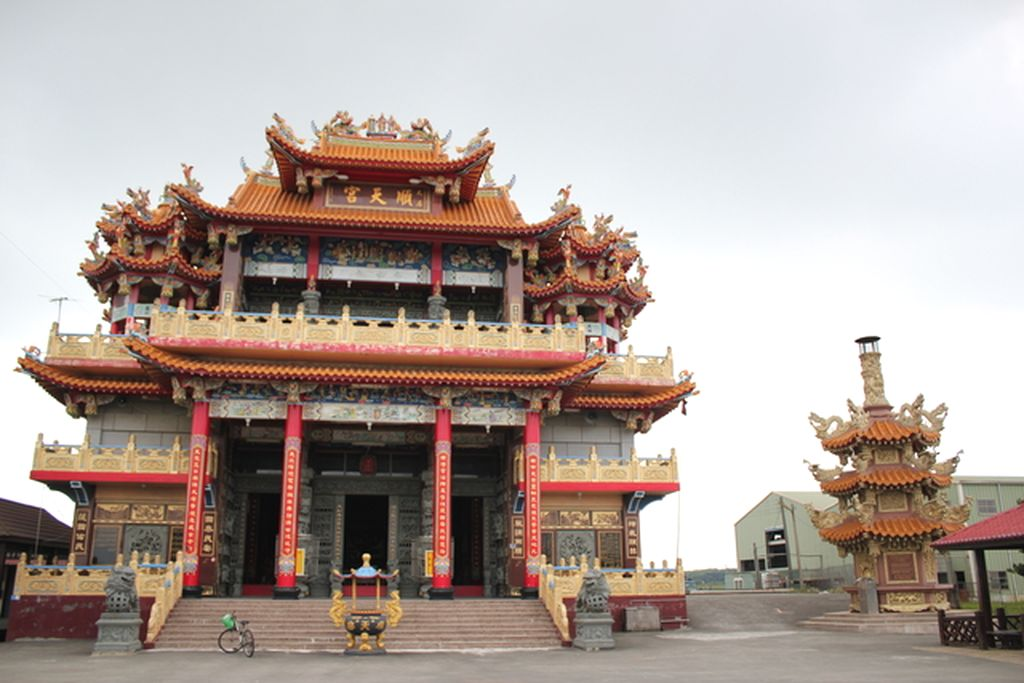
褒忠鄉大廍順天宮－奉祀蘇府千歲。

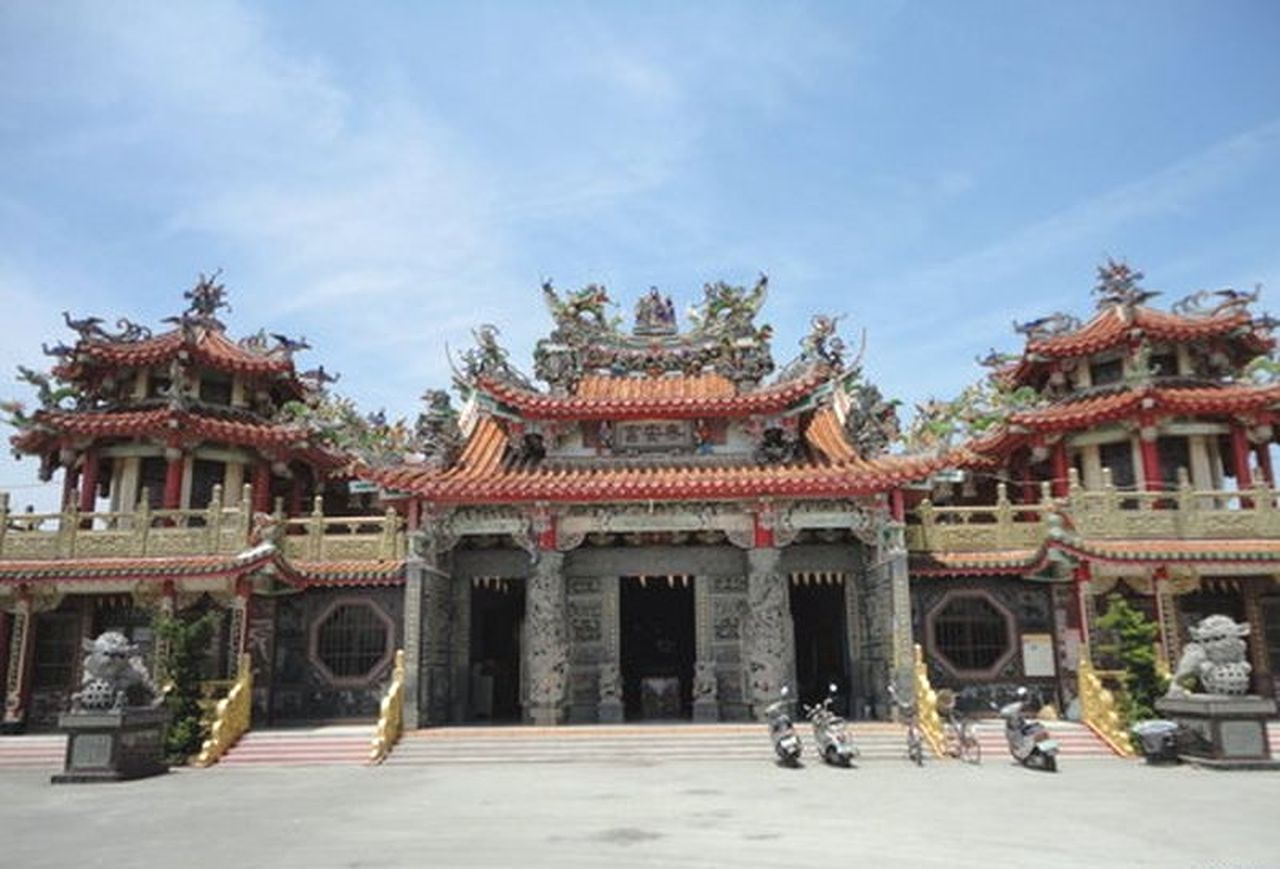
褒忠泰安宮。

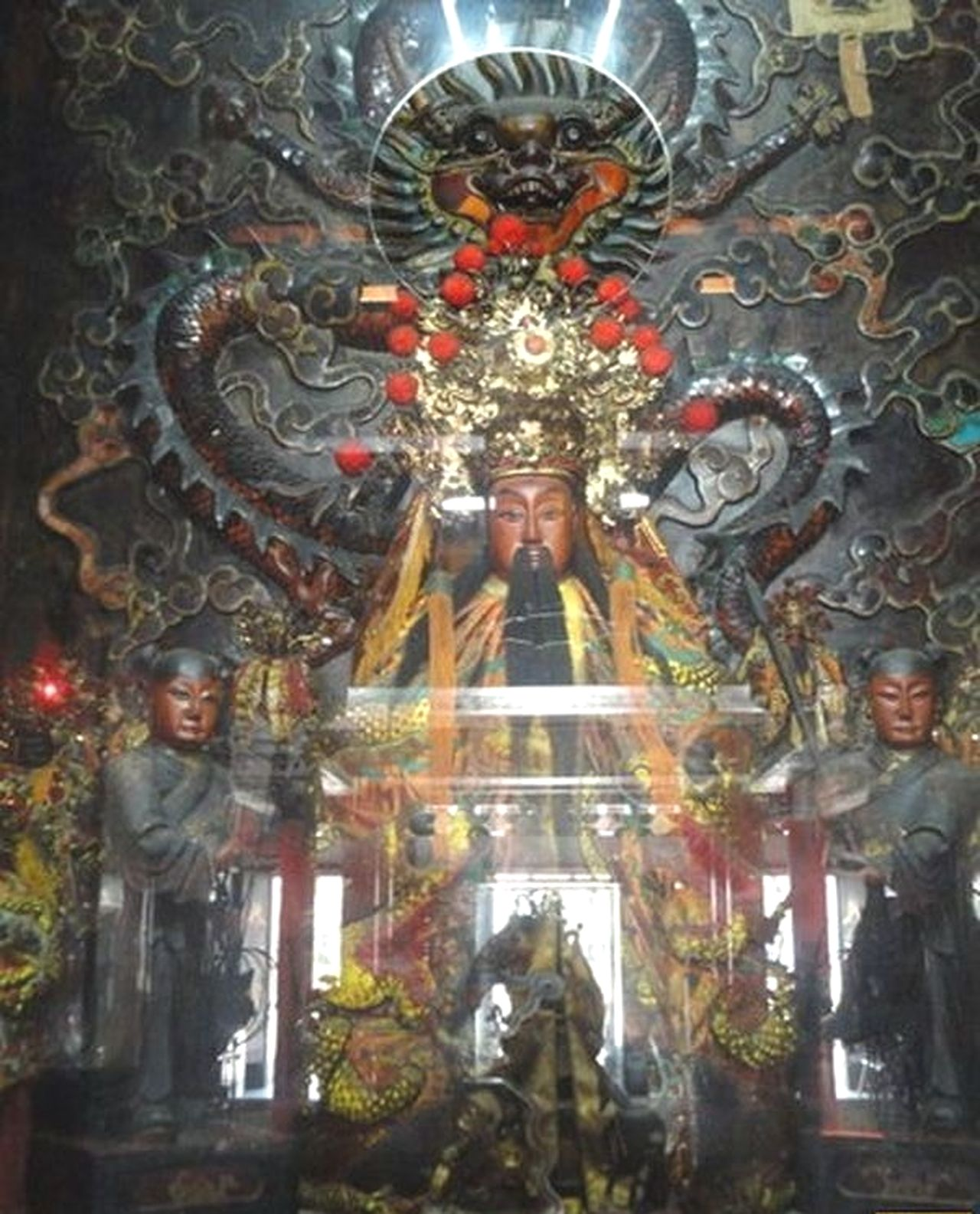
雲林縣褒忠泰安宮－蘇府千歲。

  - 馬鳴山紀念公園：民國65年（1976年）由時任鎮安宮總幹事張水雙〈原褒忠鄉農會專員〉著手規劃『馬鳴山紀念公園』，收回原承租出去的廟產，民國67年（1978年）稍有藍圖，張總幹事不幸因公殉職〈因採購樹木在返鄉途中，彰化北斗車禍往生，經遇幾任的董監事會董事長、總幹事承續原有藍圖。目前己成為鄉親、遊客休閒的好地方。
- 元宵繞境：每年農曆正月十五日元宵節鎮安宮五年千歲出巡繞境橫跨東勢與褒忠的五股十四莊並由十四莊的其中一莊提供免費的平安油飯及湯在當地稱為十五繞境吃飯擔；現今菜色相當多樣，有炒米粉、肉粽、酸菜鴨、豬腳、薑母鴨、香菇肉羹等。
- 褒忠潮洋宮
- 褒忠鄧麗君幼年故居

## 特產
- 水稻
- 西瓜
- 玉米
- 花生
- 蒜頭

## 外部連結
- 褒忠鄉公所（页面存档备份，存于）
- 褒忠鄉公所的Facebook專頁